# جيمس راي وليامز
جيمس راي وليامز هو سياسي أمريكي، ولد في 8 أكتوبر 1792 في ماريلند في الولايات المتحدة، وتوفي في 2 ديسمبر 1842. نشط حزبياً في الحزب الديمقراطي. وقد انتخب عضو مجلس النواب الأمريكي ‏.